# Guglielmo Spoletini
Guglielmo Spoletini (Pseudonym: William Bogart; * 1928 in Bellegra; † 11. März 2005 in Rom) war ein italienischer Schauspieler.

## Leben
Spoletini war in den 1960er und 1970er Jahren in einigen italienischen Genrefilmen zu sehen. Wie viele seiner Kollegen war er ursprünglich Stuntman. In der Mitte der 1970er Jahre hielt er sich gar in Hollywood auf und spielte wenige kleine Rollen (z. B. in Das Omen). Mitte der 1990er Jahre reaktivierte ihn Regisseur Gianfranco Pannone für eine lange Dokumentation über die Goldene Ära des italienischen Kommerzkinos, den Film L’America a Roma.
Über die Hälfte seiner Filme waren Italowestern.

## Filmografie (Auswahl)
- 1959: Waffen für San Salvador (Gli avventurieri dei tropici) – Regie: Sergio Bergonzelli
- 1964: Helle Stimmen (Le voci bianche) – Regie: Pasquale Festa Campanile
- 1965: Uccidete Johnny Ringo
- 1965: 30 Winchester für El Diabolo (30 Winchester per El Diablo)
- 1966: Eine Flut von Dollars (Un fiume di dollari)
- 1967: Django – unersättlich wie der Satan (Un hombre vino a matar)
- 1967: Von Mann zu Mann (Da uomo a uomo)
- 1968: Einer nach dem anderen – ohne Erbarmen (Uno a uno sin piedad)
- 1968: Pagò cara su muerte
- 1969: Die heiße Masche Chicago 1929 (Tiempos de Chicago)
- 1969: La notte dei serpenti
- 1969: Die Wahrheit über Frank Mannata (¡Viva América!)
- 1970: … und Santana tötet sie alle (Un par de asesinos)
- 1972: Der lange Schwarze mit dem Silberblick (All’onorevole piacciono le donne) – Regie: Lucio Fulci
- 1972: Lo chiamavano Verità
- 1973: Hilfe, ich bin Spitz…e! (Rugantino)
- 1974: Die Sünden der Lucrezia Borgia (Lucrezia giovane)
- 1974: Vier Fäuste schlagen wieder zu (Carambola)
- 1976: Hector, der Ritter ohne Furcht und Tadel (Il soldato di ventzra)
- 1976: Das Omen (The Omen)